# Алгські мови

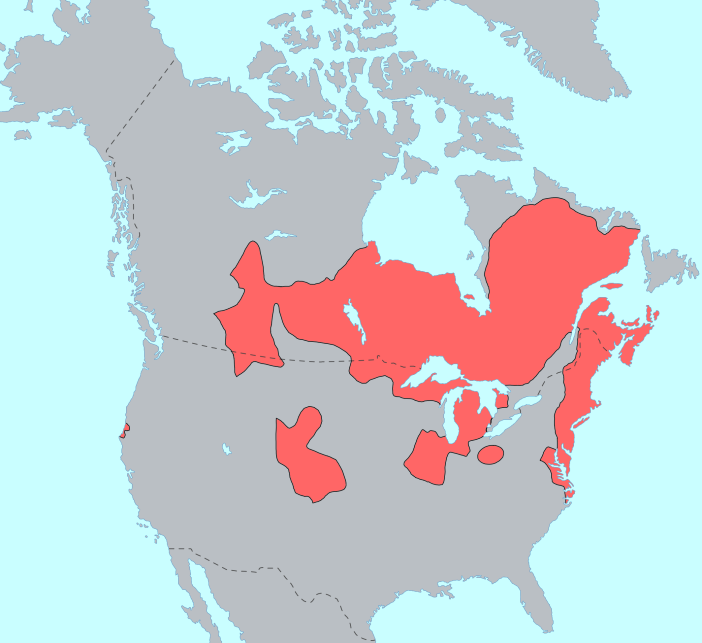
Доєвропейське розселення алгицьких мовців

Алгські мови (англ. Algic) — індіанська мовна родина, що складається з трьох гілок — алгонкінських мов та мов війот і юрок. Останні дві мови були поширені в Північній Каліфорнії. Їхня спорідненість з алгонкінськими довгий час була сумнівною, але зараз визнається багатьма спеціалістами.
Традиційна алгонкинська (англ. Algonquian) мовна сім'я, чиє існування зараз є безсумнівним, налічує близько 30 мов і її ареал займає майже увесь схід та центр Канади, а також район Великих Озер і північну частину атлантичного узбережжя США, до Південної Кароліни на півдні. Серед алгонкинських виділяється компактна група близькоспоріднених східно-алгонкинських мов. Інші мови фактично не утворюють груп в рамках родини, а походять безпосередньо від загально алгонкинського кореня. Деякі алгонкинські мови — чорноногих, шаєн, арапахо — поширилися далеко на захід у край прерій.
Де саме знаходилася прабатьківщина алгських мов, залишається відкритим запитанням.

## Алгські мови
Алгські мови налічують 30 мов:
- Війот

1. Війот (або Вішоск) (†)
- Юрок

2. Юрок (або Веітспекан) (†)
- Алгонкінські мови

3. Арапахо (або Арапахо-Атсіна)
4. Блекфут (або Блекфіт)
5. Шеєн
6. Крі (або Крі-Монтакнаїс або Крі-Монтакнаіс-Наскапі)
7. Фокс (або Фокс-Саук-Кікапу, або Мескюакі-Саук-Кікапу)
8. Міноміні
9. Маямі-іллінойс (†)
10. Оджибве
11. Потаватомі
12. Шауні:
східні Алгонкінські мови
13. Східна Абнакі (†)
14. Етчімен (†)
15. Лоуп А (або Нипмук) (†)
16. Лоуп Б (†)
17. Могікан (або Магікан) (†)
18. Малісіт (або Малісіт-Пассамкюодди)
19. Массачасетт (або Натік, або Вампаноак) (†)
20. Мікмак
21. Могікан-Пікюот (†)
22. Мансі (або Делавер, або Лінапе)
23. Нантікок (або Нантікок-Конвой) (†)
24. Наррагансетт (†)
25. Памліко (†)
26. Повхатан (†)
27. Квіріпі-Науґатук-Унукуачоґ (†)
28. Шиннекок (†)
29. Унамі (або Делавер, або Лінапе)(†)
30. Західна Абнакі